# Kafr Qasim
Kafr Qasim ou Kafr Qassem (en arabe : كفر قاسم), est une ville israélienne située dans le district centre.

## Géographie
Il existe dans la commune des grottes néolithiques. La région est peuplée au Paléolithique.

## Histoire
En 1870, au cours de la période ottomane, l'explorateur français Victor Guérin visite le village, qu'il nomme Kafr Kasim, et qui compte environ quatre cents habitants.
En 1917, au cours de la Première Guerre mondiale, le village passe de l'Empire ottoman à la Palestine mandataire. En 1922, la localité regroupe une population de 661 personnes, principalement des musulmans. En 1945, la population de Kafr Qasim est de 1 460 personnes, toutes musulmanes.
La commune devient israélienne durant la guerre israélo-arabe de 1948-1949.
Le 29 octobre 1956, la police des frontières israélienne tue 49 villageois palestiniens à Kafr Qasim, dont une majorité d'enfants et de femmes. Ce massacre fait partie du plan Hafarperet (« plan taupe » en hébreu) conçu par le gouvernement Ben Gourion pour faire fuir les Arabes d'Israël. L'évènement est connu comme le massacre de Kafr Qassem. En décembre 2007, le président israélien Shimon Peres présente officiellement les excuses du gouvernement pour le massacre.
En 1959, la localité obtient le statut de conseil local par le ministère israélien de l'Intérieur.

## Personnes
- Abdullah Nimar Darwish
- Ibrahim Sarsur
- Walid Badir,
- Issawi Frej

## Liens
- Site officiel
- Notices d'autorité :   - VIAF
  - IdRef
  - LCCN
  - Israël
  - WorldCat